# Россия — моя история
Россия — моя история — система мультимедийных исторических агитационно-пропагандистских парков, в которых панорамно представлена история России с древнейших времен до наших дней. Первая выставка «Романовы», подготовленная по инициативе Патриаршего совета по культуре при поддержке правительства Москвы, была представлена 4 ноября 2013 года в Московском Манеже. Там же были представлены и следующие выставки проекта. В 2015 году была открыта постоянная экспозиция в 57 павильоне ВДНХ. В 2017 году было открыто 15 исторических парков в нескольких регионах Российской Федерации. Оператором всех выставок проекта является Фонд Гуманитарных Проектов.
Уникальность исторического парка «Россия — Моя история» в том, что история Отечества дается здесь панорамно и при помощи современных технологий — экспозиции включают в себя сотни единиц мультимедийной техники, кинозалы, интерактивные 3D-носители с реконструкцией исторических событий, мультимедийные карты, купол с видеопроекцией, интерактивные панорамы и декорации, сотни метров «живой ленты» истории.
Отличительными чертами проекта являются многочисленные интерактивные решения: от исторических игр, сенсорных экранов, многочисленных проекторов, до трёхмерного моделирования и цифровых реконструкций.

## История
В основу идеи создания парков «Россия — моя история» был положен опыт проведения выставок «Православная Русь», которые проводились ежегодно с 1995 года, но вышли на новый уровень созданием в 2010 году в Патриаршего совета по культуре, в рамках которого архимандрит Тихон (Шевкунов) возглавил подготовку масштабной выставки «Православная Русь — к Дню народного единства. Русская православная церковь — итоги двадцатилетия 1991—2011 годы», которая прошла в ноябре 2011 года в Манеже и помимо традиционной демонстрации святынь уделяла большое внимание истории: восстановлению Церкви в постсоветский период и новомученикам. Новшеством стало мультимедийное наполнение выставки: сенсорные экраны, 3D-модели, помимо фотографий демонстрировались и документальные фильмы. Данный формат был признан удачным и было принято решение провести подобную выставку, но на светскую тему: к 400-летию дома Романовых в 2013 году.
Выставка «Романовы» в прошла Центральном московском манеже и была подготовлена по инициативе Патриаршего совета по культуре и при поддержке Правительства Москвы. Реализацией проекта занимались профессиональные историки — ученые Института российской истории РАН, МГУ, РГГУ. Уникальные материалы были предоставлены Государственным архивом Российской Федерации, архивом Министерства обороны, Российским государственным архивом социально-политической истории, Центральным архивом ФСБ России, Государственным центральным музеем современной истории. Также в работе над экспозицией принимали участие дизайнеры, художники, кинематографисты, специалисты по компьютерной графике. За 20 дней выставку посетили 300 000 человек. Выставка также была представлена в Санкт-Петербурге, Тюмени, Краснодаре.
В 2014 году интерактивный исторический проект представил вторую экспозицию в Центральном Московском Манеже — «Рюриковичи», только за 6 первых дней после открытия выставку бесплатно посетили 60 000 человек. 4 ноября 2015 года была представлена следующая экспозиция — «XX век. 1917—1945. От великих потрясений к Великой Победе». За 18 дней работы её посетило 270 000 человек. За это время общая посещаемость выставок проекта составила 2 миллиона человек.
Завершающая (по хронологии истории) экспозиция «Россия — моя история 1945—2016» проводилась с 4 по 22 ноября 2016 года в Манеже, как и выставки прошлых лет. За 18 дней экспозицию посетили 200 000 человек. 4 ноября 2017 года в Манеже открылась выставка «Россия, устремлённая в будущее». За 18 дней работы выставку посетили более 200 000 человек, в среднем свыше 11 000 человек в день.

Идея парка в том, чтобы исторический материал заговорил бы на понятном для молодёжи языке информационных технологий.
— Исполняющий обязанности ректора РГГУ Александр Безбородов

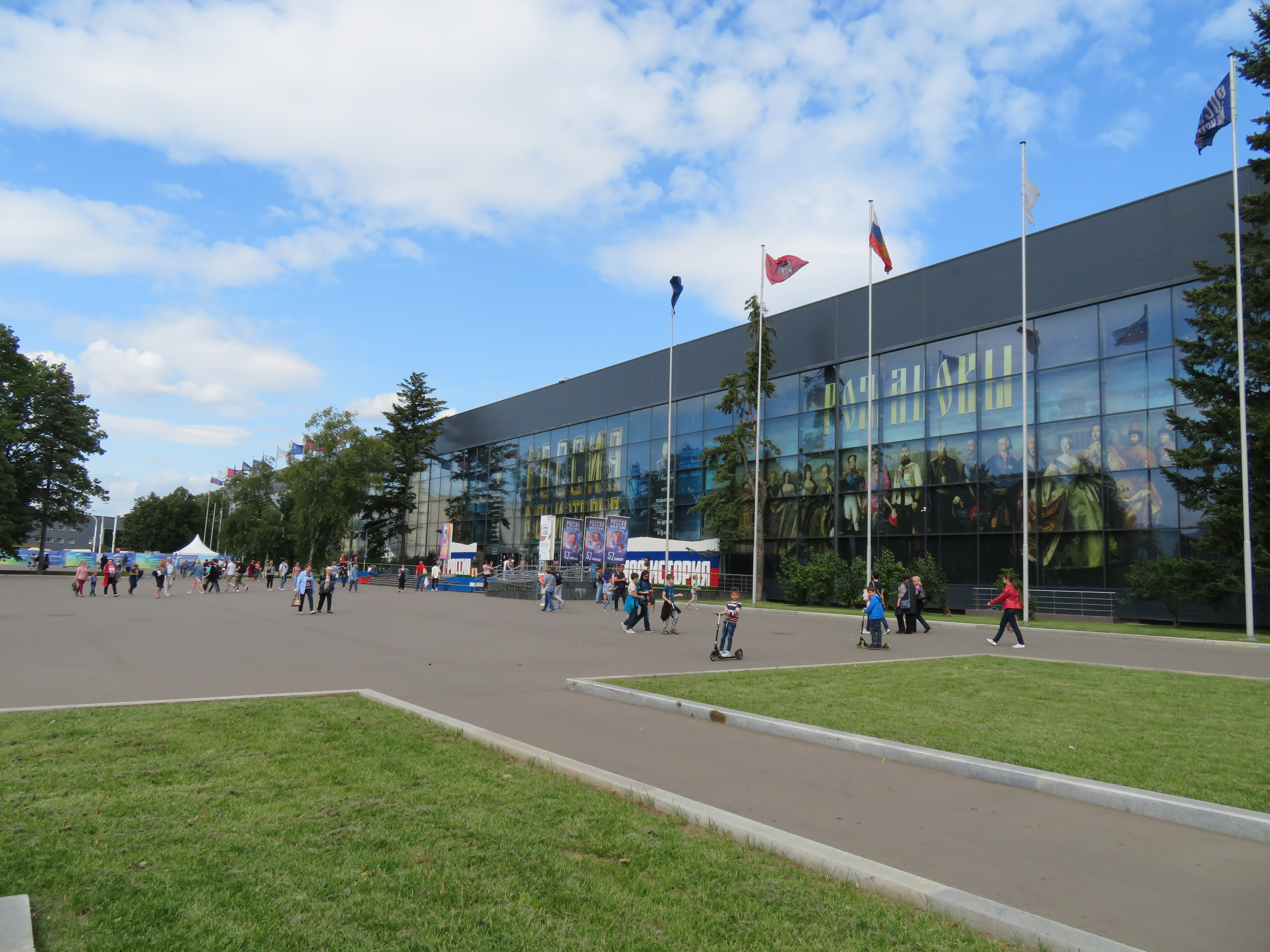
Павильон № 57 ВДНХ

В декабре 2015 года на ВДНХ в 57 павильоне открылся постоянный выставочный комплекс «Россия — Моя история», в который перенесли экспозиции предыдущих лет: «Рюриковичи», «Романовы» и «XX век. 1917—1945. От великих потрясений к Великой Победе».
В 2016 году принято решение о строительстве 18 интерактивных музеев, аналогичных московскому, по всей России. В 2017 году было построено 15 региональных парков. В каждом из парков представлен региональный компонент. В 2018 году в регионах открылось ещё 3 мультимедийных парка.
28 сентября 2018 года на общем заседании руководителей проекта на базе комплекса Россия — моя история в Ставрополе, была создана ассоциация исторических парков «Россия — моя история» в рамках проведения федерального форума «История России: взгляд на прошлое с помощью технологий будущего».
В форуме участвовали более 100 человек: представители от каждого исторического парка, специалисты проекта «Россия — моя история», Российского военно-исторического общества, представители Ставропольского края. Форум проходит при поддержке Патриаршего совета по культуре, Минкультуры России, губернатора Ставропольского края.
За создание ассоциации участники форума проголосовали единогласно. Затем состоялось подписание протокола. Также принят устав ассоциации. Ассоциацию возглавит владыка Тихон, председатель Патриаршего совета по культуре, митрополит Псковский и Порховский.
По состоянию на конец 2023 года, исторические парки «Россия — моя история» посетили свыше 20 миллионов человек.
Концептуально мультимедийный парк разделён на 4 выставки: «Рюриковичи», «Романовы», «1914 — 1945: От великих потрясений к Великой Победе», «Россия — Моя история: 1945 — наши дни».

## Действующие исторические парки

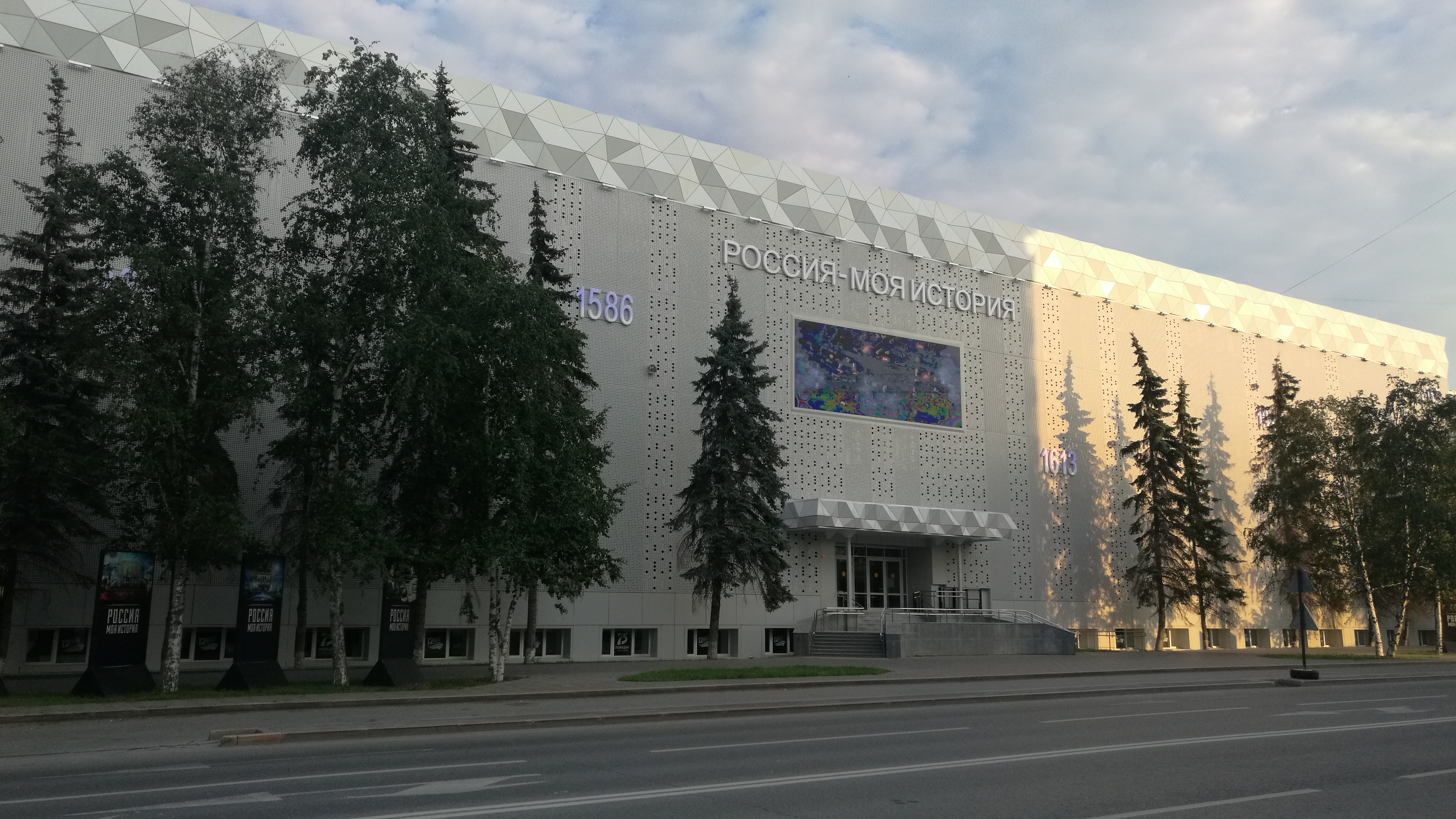
Парк Россия — моя история в Тюмени

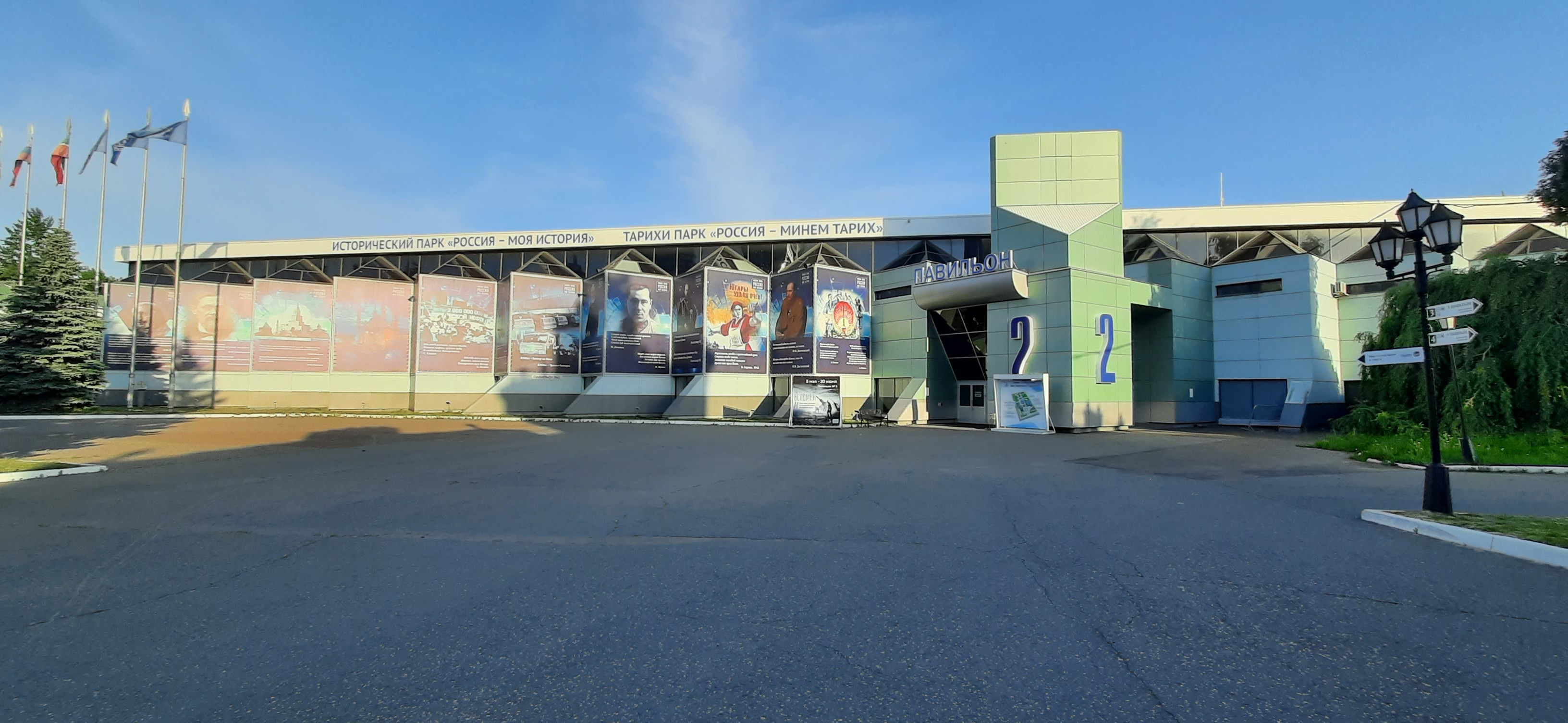
Парк Россия — моя история в Казани

По состоянию на 2024 год в России действует 26 мультимедийных исторических парка «Россия — моя история». Флагманский исторический парк «Россия — моя история» открыт 29 декабря 2015 года в Москве в павильоне № 57 на ВДНХ, и объединил прошедшие с огромным успехом в 2013—2015 годах исторические выставки в московском Манеже. Современная мультимедийная площадка размещается сразу на двух ярусах. Общая площадь экспозиционного покрытия составляет почти 28 000 м². В 2017 году Исторический парк был внесён в список рейтинговых культурных объектов Департамента образования города Москвы в рамках программы «Музеи, парки, усадьбы».
На территории исторического парка «Россия — Моя история» действуют молодёжные исторические клубы студентов исторических факультетов Москвы и Московской области, проводятся научно-практические конференции и дискуссионные форумы, интеллектуальные олимпиады и заседания Общества Русской Словесности, встречи активистов волонтёрских и патриотических организаций и заседания Всероссийского молодёжного исторического форума «Моя история», ведётся активная работа с ведущими ВУЗами (МПГУ, МГУ, МГЛУ, РГГУ) и издательством «Просвещение».
Уровень посещаемости сайта исторического парка почти соответствует уровню сайтов крупнейших мировых музеев с длительной биографией, например, Государственному Эрмитажу (576 759 человек/год).
В 2018 году в московском парке Россия — моя история прошла масштабная реконструкция. Была открыта четвёртая выставка, обновлены три уже имеющиеся. Такое масштабное обновление контента выставок «Романовы», «Рюриковичи», «От великих потрясений к Великой Победе», «Россия — Моя история. 1945—2016» проводится впервые, и в основном оно затронуло самые востребованные темы.
В 2017—2023 годах парки «Россия моя история» были открыты ещё в 23 городах: Санкт-Петербурге, Казани, Екатеринбурге, Новосибирске, Ростове на-Дону, Самаре и других. В Нижнем Новгороде парк расположен в главном здании Нижегородской ярмарки.
В сентябре 2023 года открылись парки в Луганске и Мелитополе.

## Обсуждение проекта
С самого начала работы проекта, к выставкам «Россия — Моя история» было приковано внимание как СМИ, так и блогеров. В СМИ выходили многочисленные публикации, посвящённые проекту, интервью с его создателями. Выходила в СМИ и критика проекта. 15 ноября 2017 года на сайте американского агентства Bloomberg появилась информация о том, что ПАО «ГАЗПРОМ» в 2018 году выделит на благотворительность 26 млрд рублей. Вслед за этим на сайте телеканала «Дождь» вышел материал, в котором указано, что "Бо̀льшая часть этих денег пойдет на создание сети историко-патриотических центров «Россия — Моя история». Создатели исторических парков ответили на предъявленные претензии, указав в ответных материалах на то, что «даже если предположить максимальные затраты ПАО „ГАЗПРОМ“ на создание исторических парков в 2018 году, то в итоге получается сумма не больше 360 млн рублей, что никак не соответствует „большей части“ от 26 млрд рублей».

## Критика
Согласно некоторым историкам, типовая экспозиция парков, как в московском, так и в региональных вариантах, репрезентирует историю страны с точки зрения столицы, в консервативной логике последовательности «славных» правлений, искусственно очищена от проблем и противоречий история страны и ее отдельных регионов, становящаяся чем ближе к современности, тем более своеобразным «гимном созидания и управленческой успешности» властей. При этом отсутствует попытка показать Россию как страну в многообразии региональных, этнокультурных и конфессиональных отличий, существующих в одной стране в исторической ретроспективе. Репрезентации выстроены вне контекста понимания базовых различий в ментальности людей разных эпох. Экспозиция не дает описания конкурирующих парадигм развития. Историческая концепция парка выстроена в опоре на труды классиков XIX — начала XX веков и преимущественно консервативно-охранительного толка.
Также историки сомневаются, что парк позволит содействию распространений знаний, адекватных современному уровню исторической науки, и в пользе, которую потенциально может принести парк «Россия — моя история» преподавателям, учителям истории, школьникам и студентам.
Отмечается, что в экспозициях совсем не представлены источники и историческая информация, названия и оценки даны посетителям сразу в готовом виде, вероятно посредством некоего «откровения» и представляет собой историко-пропагандистскую сеть по всей стране. Посредством парков «Россия — моя история», представители РПЦ, политики и чиновники, привлеченные к проекту, реализуют собственные идеологические задачи и это имеет мало общего с современным научным пониманием истории.
Доктор исторических наук А. Г. Мосин, профессор кафедры истории России УрФУ, оценил проект «не столько как историко-просветительский, сколько как агитационно-пропагандистский, цель которого — утвердить в сознании посетителей выставки идею „особого пути“ и особой миссии России, на протяжении многих веков противостоявшей враждебному ей западу».
Представители «Вольного исторического общества» обвинили создателей парка в «панегерическом уклоне в изображении всех без исключения русских царей» и в христианизации истории, а также в исключительно монархическом взгляде на отечественную историю, в «модернизации» прошлого, приписывании ему современных контекстов, в использовании маргинальных теорий для объяснения событий исторических явлений, в крайне произвольном отборе фактов, в многочисленных фактических ошибках и в неточном цитировании классиков.
7 декабря 2017 года представители «Вольного исторического общества» (ВИО) направили открытое обращение к министру образования Российской Федерации Ольге Юрьевне Васильевой с критикой исторических парков «Россия — Моя история». Члены ВИО подвергли сомнению компетентность авторов концепции и содержания исторической экспозиции, предъявив ряд конкретных претензий. Создатели проекта ответили на претензии ВИО. 12 декабря 2017 года в РИА была проведена пресс-конференция создателей исторических парков «Россия — Моя история», в которой также были разобраны претензии ВИО и дан подробный ответ на каждую из них. Однако, как заметил санкт-петербургский историк И. И. Курилла, в итоге их мнение не было принято во внимание, а консультанты выставок не скрывают факта постановки перед собой задачи провести параллели с сегодняшним днем, и проект настроен на идеологизацию и политизацию истории.
Доктор исторических наук, профессор НИУ ВШЭ А. А. Селин, заметил, что парк использовал примитивные подходы, как дурно представленные евразийские оценки исторического прошлого страны, увлечение концепций заговора против России и ее «особого пути», пишет, что проект переполнен фактическими ошибками, небрежностью подбора фактов и иллюстраций, к тому же неудачно представленных технически несовершенными средствами, и оценил сеть парков, как инструмент исторической политики.
Доктор исторических наук А. Б. Суслов отмечает, что парк создан для оправданий власти в России, клерикальном уклоне выставок и «фейковых» интерпретациях исторических источников.
Кандидат исторических наук Даниил Коцюбинский, указывая на фактические ошибки, описывает сеть парков, как вредоносную историко-политическую затею, не имеющей никакого отношения к российской истории, и имеющую стопроцентное отношение к текущей российской политике.